# Walter Ried (Wirtschaftswissenschaftler)
Walter Ried (* 24. Dezember 1959 in Mainz) ist ein deutscher Ökonom und Hochschullehrer.

## Leben
Ried absolvierte das Abitur 1978. Nach dem Grundwehrdienst nahm er 1980 an der Universität Mannheim das Studium der Volkswirtschaftslehre auf. In diese Zeit fällt ein Auslandsaufenthalt am University College at Buckingham. Er erwarb in Mannheim 1986 den Abschluss als Diplom-Volkswirt. Seine Promotion erfolgte dort 1992 mit der Dissertation Information und Nutzen der medizinischen Diagnostik (Dr. rer. pol.). Nach der Habilitation mit der Arbeit On the theory of health capital accumulation 2002 an der Fakultät für Volkswirtschaftslehre der Universität Mannheim und einer Lehrstuhlvertretung an der Technischen Universität München ist er seit 2003 Lehrstuhlinhaber für Allgemeine Volkswirtschaftslehre und Finanzwissenschaft an der Universität Greifswald.
Rieds Forschungsbereiche sind Gesundheitskapitalmodelle, Messung und Bewertung von Gesundheitseffekten, Generational Accounting und Nachhaltigkeit der Finanzpolitik.
Ried war von 2013 bis 2017 Vorsitzender im Ausschuss für Gesundheitsökonomie im Verein für Socialpolitik.

## Schriften (Auswahl)
- Information und Nutzen der medizinischen Diagnostik. Frankfurt am Main 1992, ISBN 3-631-45199-7.
- QALYs versus HYEs – What's Right and What's Wrong. Mannheim 1996.
- Demographischer Wandel, medizinischer Fortschritt und Ausgaben für Gesundheitsleistungen. Eine theoretische Analyse. Greifswald 2006.
- On the relationship between aging, medical progress and age specific healt care expenditures. Greifswald 2007.